# كامالا سوهوني
كامالا سوهوني (1912 – 1998)، هي عالمة هندية ورائدة في مجال الكيمياء الحيوية، وأصبحت عام 1939 أول امرأة هندية تحصل على شهادة دكتوراه في مجال العلوم. أتاح قبولها وعملها في المعهد الهندي للعلوم في بنغالور الطريقَ أمام النساء الهنديات كي يتم قبولهنّ في المعهد، ولأول مرة في التاريخ.
تمحور بحثها حول تأثير الفيتامينات، والقيم الغذائية في البقول والأرز والأطعمة التي تستهلكها أفقر الطبقات الاجتماعية في الهند. كما بحثت ودرست عن الفوائد الغذائية لتناول غذاءٍ يدعى “نيرا”، وهو مستخرج من النخيل، وجاءت دراساتها جراء اقتراحٍ قدمه رئيس الهند وقتها راجندرا براساد، وهو البحث الذي نالت عنه كامالا جائزة راشتراباتي Rashtrapati.

## حياتها المبكرة
ولدت كامالا سوهوني عام 1912 في قرية إندور في الهند، واسمها الأصلي كامالا فاغفات. كان والدها وعمها كيميائيين، وتخرجا من معهد تاتا للعلوم سابقاً (حيث أصبح اسمه لاحقاً المعهد الهندي للعلوم) في بنغالور. اتبعت كامالا تقاليد عائلتها وتخرجت عام 1933 حاملة شهادة بكالوريوس في الكيمياء والفيزياء من جامعة بومباي.
قدمت كامالا بعدها طلباً للالتحاق بالمعهد الهندي للعلوم كزميلة باحثة، لكن طلبها رُفض من طرف رئيس المعهد –والحائز على جائزة نوبل –البروفيسور سي. في. رامان، والسبب أن النساء وقتها لم يُعتَبرن جديرات ومؤهلات بالشكل الكافي لإجراء البحوث. وكان رد كامالا على هذا الادعاء أن اتبعت أسلوب المقاومة اللاعنفية “ساتياغراها”، واعتصمت خارج مكتب البروفيسور رومان لإقناعه بالموافقة على طلب القبول، لكنه وضع 3 شروطٍ على كامالا الالتزام بها:
- لن تحصل كامالا على حقوق المرشح الطبيعي، وستبقى تحت الاختبار طوال السنة الأولى.
- عليها العمل حتى الليل بناء على تعليمات مرشدها
- لن تستطيع استخدام المختبر كما تشاء، وذلك كي لا تكون مصدر تشتيت أو إلهاء لزملائها الذكور

كانت هذه الشروط مذلة بحق، لكن كامالا اضطرت للموافقة عليها، وهكذا أصبحت في عام 1933 أول امرأة تُقبل في المعهد. وقالت بخصوص هذا الموضوع لاحقاً: “كان رامان عالماً عظيماً، لكنه كان غير منفتحٍ على الإطلاق، ولن أنس الطريقة التي عاملني بها لأنني امرأة، وفوق كل ذلك، لم يتم قبولي كطالبة نظامية، كانت تلك إهانة كبيرة بالنسبة لي. كان التحيز ضد النساء مروّعاً في تلك الفترة، بإمكانك تخيّل الوضع المزري عندما يقوم عالمٌ حائز على جائزة نوبل بهذه التصرفات!”. وعلى أي حال، تم قبول العديد من النساء بعد عام من قبول كامالا.

## سيرتها المهنية وأبحاثها
كان سري سرينيفاسايا مرشد كامالا في المعهد الهندي للعلوم، وخلال المدة التي مكثت فيها هناك، قامت بإجراء أبحاثٍ عن البروتينات في الحليب والبقول والبقول المعروفة باسم القطانيات (وهي معروفة جداً في الهند). أثّر اجتهادها وتصميمها واندفاعها لإجراء البحوث في قرار البروفيسور رومان بالسماح للنساء بالدراسة في المعهد الهندي للعلوم بعد سنة واحدة فقط من حصول كامالا على شهادة الماجستير بدرجة امتياز عام 1936.
دُعيت كامالا للالتحاق بجامعة كامبردج في المملكة المتحدة لتعمل هناك تحت إشراف الدكتور ديريك ريشتر في مختبر فريدريك جي. هوبكنز. وكانت كامالا طالبة في كلية نيوهام، حيث حصلت على القبول عام 1938 ودرست كي تقدم امتحان درجة الشرف في العلوم الطبيعية والبيولوجية. عملت كامالا لاحقاً تحت إشراف الدكتور روبن هيل بعد مغادرة ريشتر الجامعة، حيث درست أنسجة النبات تحت إشراف الدكتور الجديد. ثم اكتشفت أثناء عملها على البطاطا إنزيم سيتوكروم سي، والذي يلعب دوراً أساسياً في سلسلة نقل الإلكترون (وهي عملية يتم فيها توليد الطاقة لدى الكائنات الحية)، وهذا الإنزيم موجود في الخلايا النباتية والحيوانية والبشرية. أكملت كامالا أطروحتها عن هذا الموضوع خلال 14 عشر، وكتبت فيها 40 صفحة بخصوص هذا الموضوع، وهذه الأطروحة مختلفة عن رسائل الدكتوراه العادية التي تكون غالباً أطول من ذلك بكثير.
عادت كامالا إلى الهند عام 1939 بعد حصولها على شهادة الدكتوراه، حيث كانت من أبرز داعمي المهاتما عاندي، وكان الرجل سبب عودتها إلى البلد، حيث أرادات مساندته في نضاله الوطني. عُيّنت كامالا بروفيسورة ورئيسة قسم الكيمياء الحيوية في كلية ليدي هاردنج الطبية في نيودلهي، وعملت لاحقاً في مختبر الأبحاث الغذائية، حيث درست هناك عن تأثر الفيتامينات.